# Єфімов Сергій Дмитрович
Єфімов Сергій Дмитрович (нар. 8 жовтня 1922 — пом. 13 квітня 1994) — радянський військовик часів Другої світової війни, командир гармати 120-го окремого гвардійського винищувально-протитанкового дивізіону 121-ї гвардійської стрілецької Гомельської Червонопрапорної дивізії, старший сержант. Герой Радянського Союзу (1944).

## Життєпис
Народився 8 жовтня 1922 року в селищі Нємцево Одоєвського району Тульської області в Росії.
Закінчивши школу, Сергій Дмитрович працював бригадиром рільничої бригади. В лютому 1942 року призваний до лав Радянської армії та відправлений на фронт.
У 1945 році після закінчення курсів молодших лейтенантів продовжив службу в лавах Радянської армії, з 1947 року молодший лейтенант Сергій Дмитрович Єфімов звільнився в запас.
Після демобілізації проживав у Москві, працював газоелектрозварником.
Помер 13 квітня 1994 року.

## Нагороди
- За мужність і героїзм, виявлені в бою біля села Шепель Луцького району, Указом Президії Верховної Ради СРСР від 23 вересня 1944 року командиру гармати 120-го окремого гвардійського винищувально-протитанкового дивізіону 121-ї гвардійської стрілецької Гомельської Червонопрапорної дивізії гвардії старшому сержанту Єфімову Сергію Дмитровичу присвоєно звання Героя Радянського Союзу.
- ордена Леніна
- орден Вітчизняної війни І-го та ІІ-го ступенів
- орден Слави 3-го ступеня
- орден Червоної Зірки
- медалі

## Відзнаки
- За визначні заслуги в боротьбі з німецько-фашистськими загарбниками в роки Великої Вітчизняної війни і звільненні міста Луцька від окупантів Єфімову Сергію Дмитровичу, колишньому командиру гарматної обслуги, сержанту, Герою Радянського Союзу присвоєно звання «Почесний громадянин міста Луцька» (рішення виконкому Луцької міської Ради депутатів трудящих від 4 лютого 1969 року № 48).